# Ternyák Csaba
Ternyák Csaba (Fertőszentmiklós, 1953. december 4. –) magyar katolikus pap, egri érsek (az egyházmegye 81. főpásztora).

## Pályafutása
A győri bencés gimnáziumban érettségizett 1972-ben. Teológiai tanulmányait 1974-től a győri Egyházmegyei Szemináriumban, majd 1976-tól Budapesten, a Központi Papnevelő Intézetben végezte. 1979. június 21-én szentelték pappá Győrben. 1984-ben teológiai doktorátust szerzett. 1986-tól 1988-ig dogmatikai tanulmányokat végzett Rómában, a Gregoriana Pápai Egyetemen.
1980-tól Győrött püspöki szertartó, majd titkár. 1988-tól a római Pápai Magyar Intézet rektorhelyetteseként, majd 1989-től 1992-ig rektoraként működött. 1992. június 9-től 1997-ig a Magyar Katolikus Püspöki Konferencia titkára volt.

### Püspöki pályafutása
1992. december 24-én II. János Pál pápa eminenzianai címzetes püspökké és esztergomi segédpüspökké nevezte ki. 1993. január 6-án a pápa maga szentelte püspökké Rómában. Püspöki jelmondata: Ipsi gloria in saecula! („Dicsőség Neki mindörökké!”)
1997. december 11-én eminentianai címzetes érsekké és a Papi Kongregáció titkárává nevezték ki. A Püspöki Kongregáció konzultora, a Kivándorlók és Utazók Lelkipásztori Gondozásának Pápai Tanácsa, valamint a Kultúra Pápai Tanácsának tagja volt.
XVI. Benedek pápa 2007. március 15-én nevezte ki egri érsekké. Beiktatása az egri Főszékesegyházban volt, június 9-én. 2010-től 2015-ig a Magyar Katolikus Püspöki Konferencia elnökhelyettese volt. 2013. január 30-án áldotta meg az egri Redemptoris Mater Egyházmegyei Missziós Szemináriumot, amelynek alapítólevelét 2012 áprilisában, a jeruzsálemi Utolsó vacsora termében írt alá.

## Díjak, elismerések
- A Magyar Érdemrend középkeresztje (2021)

## Művei
- Századunk m. főpapjai: Apor Vilmos püspök. Újvidék, 1993[2]
- Apor Vilmos püspök; Agapé, Szeged, 1993 (Vetés)
- Il sacerdozio ministeriale. Verso il terzo millennio. Nápoly, 2000[2]
- Az imádkozó Jézus a szinoptikus evangéliumokban; Szent Jeromos Katolikus Bibliatársulat, Budapest, 2005 (Biblikus írások)[2]
- Jókai Anna–Ternyák Csaba–Sajgó Szabolcs: Szeretet szigetek; Éghajlat, Budapest, 2008 (Manréza-füzetek)